# SDガンダム ネオバトリング
SDガンダム ネオバトリングは1992年12月にアルュメが開発、バンプレストが発売したアーケードゲーム。

## 概要
SDガンダムを題材にした縦スクロールシューティングゲーム。
プレイヤーは、能力が異なる12機のガンダムの中から1機を選択し、敵モビルスーツを撃破していく。操作方法は、8方向レバー+ボタン一つとシンプルなもので、攻撃方法もショットとチャージショット（溜め撃ち）のみ。

## 自機
RX-78-2 ガンダム
パイロット：アムロ・レイ
RX-78NT1 アレックス
パイロット：クリスチーナ
GP01-Fb フルバーニアン
パイロット：コウ・ウラキ
GP03S ステイメン
パイロット：コウ・ウラキ
RX-178 ガンダムMk-II
パイロット：カミーユ・ビダン
MSZ-006 Ζガンダム
パイロット：カミーユ・ビダン
MSZ-010 ΖΖガンダム
パイロット：ジュドー・アーシタ
MSA-0011EX EXSガンダム
パイロット：リョウ・ルーツ
RX-93 νガンダム
パイロット：アムロ・レイ
F90 ガンダムF90
パイロット：デフ・スタリオン
F91  ガンダムF91
パイロット：シーブック・アノー
RXF-91  シルエットG
パイロット：トキオ・ランドール

## 敵機
ボス
- MS-06S シャア専用ザクII

登場ミッション1-6
- ガウ攻撃空母

登場ミッション2-6
- ギャロップ級陸戦艇&カーゴ

登場ミッション3-6
- MSM-10 ゾック

登場ミッション4-6
- MRX-010 サイコガンダムMk-II

登場ミッション5-6
- GP02A アトミック・ガンダム

登場ミッション6-6
- MA-06 ヴァル・ヴァロ

登場ミッション7-6
- AMA-X2 ノイエ・ジール

登場ミッション8-6
中ボス
- MAN-03 ブラウ・ブロ

登場ミッション1-5
- AMX-011S ザクIII改

登場ミッション2-2
- YMS-07B グフ

登場ミッション3-5
- MS-09 ドム (黒い三連星)
- MSM-07E ズゴックE

登場ミッション4-3
- AMX-109 カプール

ミッション4-5
- MSM-07S シャア専用ズゴック
- MS-14Fs シーマ専用ゲルググM

ミッション6-2
- AGX-04 ガーベラ・テトラ

ミッション6-4
- MA-08 ビグ・ザム

ミッション6-5
- PMX-001  パラス・アテネ

ミッション7-3
- PMX-003 ジ・O

ミッション7-4
- MAN-08 ララァ・スン専用モビルアーマー&MS-14S シャア専用ゲルググ

ミッション7-5
- MSN-02 ジオング

ミッション8-3
- NZ-000 クィン・マンサ

ミッション8-7
ザコ
- MS-06 ザクII
- MS-06 ザクII (デザートカラー)

ミッション3-1、3-2、3-3、3-4、3-5
- MS-09 ドム
- MS-09 ドム (デザートカラー)
- RX-178 ガンダムMk-II (黒)

ミッション1-3、8-2
- MS-14A ゲルググ
- RX-139 ハンブラビ

ミッション1-4
- XM-02 デナン・ゲー

ミッション1-5
- XM-07G ビギナ・ゼラ

ミッション1-5
- ドップ
- ガルマ専用ドップ
- YMS-16M ザメル

ミッション2-5
- MSN-03 ヤクト・ドーガ

ミッション2-4
- AMX-009 ドライセン

登場ミッション3-3
- MS-07B グフ
- RMS-106 ハイザック

登場ミッション5-1、5-5、6-1、6-2、6-3、7-1、8-2
- RMS-108 マラサイ

登場ミッション7-1、7-2、7-5
- マゼラアタック
  - マゼラ・トップ
  - マゼラ・ベース
- ダブデ

登場ミッション3-4
- MSM-03 ゴッグ

登場ミッション4-3、4-4、4-5
- MSM-07 ズゴック

登場ミッション4-3、4-4、4-5
- MSM-04 アッガイ

登場ミッション4-6
- ORX-005 ギャプラン

登場ミッション5-4
- NRX-044 アッシマー

登場ミッション5-5
- RX-160 バイアラン

ミッション2-3、5-3
- RMS-154 バーザム

登場ミッション5-2、5-6、6-1、6-2、6-6、7-3、8-1、8-5
- 衛星ミサイル

登場ミッション6-1、6-6
- AMX-004 キュベレイ

登場ミッション8-4
- AMX-004G 量産型キュベレイ

登場ミッション8-1、8-2、8-3、8-4
- AMX-107 バウ

登場ミッション6-3、6-5、6-6
- AMX-107 バウ（量産型）

登場ミッション6-3、6-5、6-6、7-4、7-5、8-2、8-5
- AMX-014 ドーベン・ウルフ

登場ミッション7-1、7-2、7-3、7-4、7-5、7-6、8-5

## アイテム
時折前方から流れてくるコンテナを破壊すると様々なアイテムが出現する。加点や武器が変化する物から減点、能力低下といったマイナスアイテムが存在する。
- ミデア
- サラミス
- マゼラン
- ホワイトベース
- 金塊
- 壷
- メット（ノーマルスーツ）
- ギレンの胸像
- シールド
- ビームシールド
- ハロ
- ライフル
- バズーカ
- メガランチャー
- ビームサーベル
- ビームジャベリン
- ガンダムハンマー
- サイコミュ
- テム・レイのパーツ
- サイコフレーム